# スーパーオキシドレダクターゼ
スーパーオキシドレダクターゼ(superoxide reductase)は、次の化学反応を触媒する酸化還元酵素である。
還元型ルブレドキシン + スーパーオキシド + 2 H+ {\displaystyle \rightleftharpoons } ルブレドキシン + H2O2
この酵素の基質は還元型ルブレドキシン、スーパーオキシドとH+で、生成物はルブレドキシンとH2O2である。
この酵素は酸化還元酵素に属し、基質に特異的に作用する。組織名はrubredoxin:superoxide oxidoreductaseで、別名にneelaredoxin、desulfoferrodoxinがある。